# Bosbeek (Boom)
De Bosbeek is een beek in de Belgische provincie Antwerpen.
De beek ontspringt in de Predikherenvelden in Reet. Ze stroomt vervolgens richting de grens met Boom, alwaar ze de N177 volgt richting Rupel. Ter hoogte van de Rupeltunnel stroomt ze in de Rupel.